# Gone Troppo
Gone Troppo (с англ. — «Сошедший с ума», австралийское сленговое выражение) — студийный альбом Джорджа Харрисона, записанный и выпущенный в 1982 году. Следующий студийный альбом Харрисона вышел только через пять лет, в 1987 году.

## Об альбоме
К началу 1980-х годов популярность музыки Харрисона пошла на спад. Вышедший в 1981 году альбом Somewhere in England не смог достичь золотого статуса, и это несмотря на то, что в него вошёл такой хит, как «All Those Years Ago», — песня, написанная Харрисоном в память о Джоне Ленноне. Согласно контракту, Харрисону полагалось записать ещё один альбом, которым и стал Gone Troppo. Харрисон принципиально отказался участвовать в рекламной кампании альбома, разочарованный тогдашним состоянием музыкальной индустрии.
Обложку альбома сделал друг Харрисона Лэрри Смит (бывший участник Bonzo Dog Doo Dah Band). Gone Troppo не имел коммерческого успеха, достигнув лишь 108-й позиции в Billboard 200 и так и не попав в британские чарты. По количеству продаж альбом занимает последнее место среди студийных альбомов Харрисона.
В 2004 году лейбл Dark Horse Records издал ремастированную версию Gone Troppo, добавив бонусную демо-версию песни «Mystical One». Дистрибьютером в этот раз выступил лейбл EMI.

## Список композиций
1. «Wake Up My Love» — 3:34
2. «That’s the Way It Goes» — 3:34
3. «I Really Love You» (Leroy Swearingen) — 2:54 (кавер-версия песни группы The Stereos, написанной в 1961 году)
4. «Greece» (Instrumental) — 3:58
5. «Gone Troppo» — 4:25
6. «Mystical One» — 3:42
7. «Unknown Delight» — 4:16
8. «Baby Don’t Run Away» — 4:01
9. «Dream Away» — 4:29 (написана Харрисоном для фильма Терри Гилльяма «Бандиты времени»)
10. «Circles» — 3:46 (написана в 1968 году и планировалась к включению в битловский альбом The Beatles)

1. «Mystical One» (Demo Version) — 6:02 (бонусный трек, вышедший в 2004 году на ремастированной версии альбома)

## Позиции в чартах
| Чарт (1982)                              | Наивысшая позиция | Количество недель |
| ---------------------------------------- | ----------------- | ----------------- |
| Norwegian VG-lista Albums Chart (top 40) | 31                | 4                 |
| США Billboard 200                        | 108               | 7                 |